# Vicente López y Planes
Pour les articles homonymes, voir Vicente López et López.
Alejandro Vicente López y Planes (né à Buenos Aires, le 3 mai 1785 – mort à Buenos Aires le 10 octobre 1856) est un écrivain et homme politique argentin qui exerça la présidence de la Nation argentine du 7 juillet au 18 août 1827. Il est également l'auteur de l'Hymne national argentin, adopté le 11 mai 1813.

## Instabilité politique
En 1824 se réunit à Buenos Aires le Congrès général de 1824, fermement contrôlé par les Portègnes. Sa mission était de rédiger et sanctionner une constitution, mais la campagne des Trente-trois Orientaux dans la Bande orientale, qui déclencha la guerre de Cisplatine, détermina la nécessité de constituer une armée nationale. Pour la financer et la diriger, ledit Congrès institua la fonction de Président de la République argentine, à l’exercice de laquelle fut élu le dirigeant du Parti unitaire, Bernardino Rivadavia. Celui-ci s’employa non seulement à organiser la guerre de Cisplatine, mais prit également des décisions dans des domaines jusque-là réservés à chaque province.
Peu après son accession au pouvoir, Rivadavia décida la dissolution du gouvernement provincial de Buenos Aires, perdant ainsi l’appui des propriétaires terriens de la province. En outre, il approfondit les mesures qu’il avait prises sous le gouvernorat de Martín Rodríguez, y compris une tolérance religieuse modérée et un contrôle ferme sur l’église catholique locale. Dans les milieux conservateurs de l’intérieur du pays, ces mesures furent interprétées comme des « hérésies ».

## Présidence de Rivadavia et guerre civile
Les premières difficultés dans les terres intérieures se manifestèrent dans la province de San Juan, où le gouverneur Salvador María del Carril, qui s’était ingénié à imiter les réformes de Rivadavia, fut renversé en juillet 1825 par une révolution dirigée par le clergé et forcé de fuir à Mendoza. Là, il obtint l’appui du gouverneur unitaire Juan de Dios Correas, qui venait d’accéder au pouvoir peu avant, par la voie d’une révolution menée par son apparenté politique Juan Lavalle. Celui-ci envoya une expédition qui, sous le commandement du colonel José Félix Aldao — lequel deviendra plus tard l’un des plus éminents caudillos fédéralistes — battit les rebelles en septembre 1825, pour restituer ensuite le gouvernorat aux unitaires.
À Catamarca, il y eut, vers la fin du gouvernement de Ruzo, une grave confrontation entre deux commandants désireux de gouverner la province : Manuel Antonio Gutiérrez et Marcos Antonio Figueroa. La législature, décidée à préserver la paix avant tout, parvint, sous la garantie de Facundo Quiroga, commandant de La Rioja, à un règlement entre les deux adversaires, aux termes duquel Gutiérrez fut nommé gouverneur en juillet 1825. Son gouvernement était dirigé par le propriétaire terrien Miguel Díaz de la Peña, unitaire et partisan de Rivadavia, qui le persuada d’éliminer de la législature les opposants fédéralistes.
Au début de 1826 fit son apparition dans la province de Catamarca le colonel Gregorio Aráoz de Lamadrid, qui, envoyé par Rivadavia, était chargé de lever le contingent militaire destiné à être engagé dans la guerre de Cisplatine. Gutiérrez sut le convaincre de retourner à Tucumán, où il renversa Javier López, qui venait de faire fusiller son oncle Bernabé Aráoz. López se trouvait dans le sud de la province, et fut à son retour battu par Lamadrid au Rincón de Marlopa, dans les environs de la capitale provinciale. Dans la province de Catamarca, Figueroa et Facundo Quiroga vainquirent Gutiérrez. Celui-ci alors appela Lamadrid à son secours, lequel revint à Catamarca et battit Figueroa en août 1826.
De son côté, Rivadavia finançait l’armée de Lamadrid, à qui il confia la mission d’éliminer la résistance des chefs fédéralistes du nord, c'est-à-dire Facundo Quiroga, Juan Bautista Bustos et Felipe Ibarra. La trahison de Gutiérrez fournit à Quiroga le mobile décisif pour se précipiter à l’attaque. En octobre 1826, il envahit la province de Catamarca et replaça Figueroa au gouvernement. Lamadrid, qui s’était porté au secours de Gutiérrez, fut battu par Quiroga dans la bataille d’El Tala, le 27 octobre, dans les confins nord de Catamarca. Lamadrid fut donné pour mort, et Quiroga occupa la capitale de la province, pour la quitter peu de jours plus tard. Peu après, Facundo rentra dans sa province, anticipant l’ordre donné par Rivadavia de l’attaquer depuis le sud. Le colonel Aldao désarma les unitaires de Mendoza, et aida ainsi le général Juan Rege Corvalán à accéder au gouvernorat de cette province. Simultanément, Quiroga envahit la province de San Juan, dont la législature, préférant ne pas l’affronter, nomma gouverneur un de ses proches parents.
Sur ces entrefaites, Lamadrid, qui s’était maintenu en vie, avait recouvré le gouvernorat à Tucumán. Pour se venger des fédéralistes, il missionna le colonel Francisco Bedoya d’envahir la province de Santiago del Estero. Insidieusement, le gouverneur Ibarra le laissa d’abord occuper la capitale, puis l’assiégea, en lui coupant les vivres, et l’obligea ainsi à se retirer au bout d’une semaine. Gutiérrez pour sa part reprit son poste de gouverneur à Catamarca. Peu de temps plus tard, le gouverneur de Salta, Arenales, fut vaincu par le colonel Francisco Gorriti, lequel quelques jours après vainquit aussi, à Chicoana, le colonel Bedoya, qui y perdit la vie. Le 8 février 1827, Arenales prit la fuite en Bolivie, et Gorriti put à nouveau assumer le gouvernorat provincial.
Lamadrid envahit la province de Santiago del Estero, et battit Ibarra ; mais dans le même temps, il dut quitter la province, et Ibarra, accompagné de Facundo Quiroga, put revenir au pouvoir. Au départ de Santiago del Estero, les fédéralistes se rendirent ensuite maîtres de Catamarca et marchèrent sur Tucumán. Quiroga derechef battit Lamadrid, dans la bataille de Rincón de Valladares, près de la capitale provinciale, le 6 juillet 1827. Lamadrid s’enfuit en Bolivie, tandis que le caudillo de La Rioja s’emparait de la ville et la soumettait au versement de fortes réparations de guerre. Lorsqu’il quitta la province, le fédéraliste Nicolás Laguna s’installait au pouvoir comme gouverneur.
Fin 1827, toutes les provinces étaient aux mains de membres du Parti fédéraliste, à l’exception de la province de Salta. À Buenos Aires, c’est Manuel Dorrego qui, à la suite de la démission de Rivadavia, gouvernait la province.

## Gouvernement à Buenos Aires

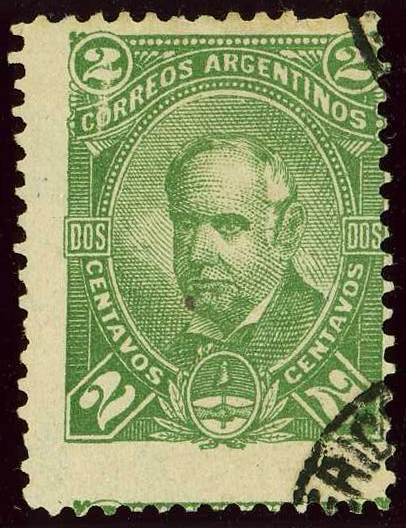
Portrait sur un timbre de 1888.

Buenos Aires resta plongée dans la confusion, pendant qu’Urquiza s’emparait de la propriété de Rosas à Palermo. Deux jours plus tard, il nomma Vicente López y Planes gouverneur de la province, lequel à son tour désigna Valentín Alsina, chef des unitaires exilés à Montevideo, comme son premier ministre. En même temps que lui arrivèrent également à Buenos Aires Domingo Faustino Sarmiento, Bartolomé Mitre, le général Lamadrid, Vicente Fidel López et Juan María Gutiérrez. Dans les mois qui suivirent, le général Paz et beaucoup d’autres exilés firent aussi leur apparition.
Le 20 février, jour anniversaire de la bataille d'Ituzaingó, les troupes brésiliennes et urquicistes défilèrent dans Buenos Aires.
Peu après, fédéralistes et unitaires se lancèrent dans une surenchère : ces derniers prétendaient imposer au pays la suprématie de Buenos Aires, celle-là même qu’avait défendue Rosas. Lors des élections pour une nouvelle législature, les unitaires triomphèrent, mais confirmèrent néanmoins Vicente López au poste de gouverneur.
De nombreux gouverneurs de province furent renversés : à Jujuy, Iturbe fut fusillé; à Salta, José Manuel Saravia réussit au moins à avoir la vie sauve; à Córdoba, une mutinerie de caserne renversa « Quebracho » López; et à Mendoza, le général Segura revint au gouvernement sans difficulté majeure.
Urquiza invita les autres provinces à une réunion devant se tenir à San Nicolás de los Arroyos, dans l’extrême nord de la province de Buenos Aires, où fut signé fin mai l’accord de San Nicolás, lequel stipulait notamment qu'un congrès général constituant allait être convoqué, avec le mandat de sanctionner une constitution qui prît en compte les différents pactes ayant jusque-là uni les différentes provinces. En outre, Urquiza se vit confier la fonction de Directeur provisoire de la Confédération argentine, c'est-à-dire devint le titulaire du pouvoir exécutif.
Alors qu’ils assistaient à cette réunion, les gouverneurs de Tucumán et de San Juan furent renversés en leur absence. Si Benavídez n’eut pas de difficulté à recouvrer le gouvernement, Gutiérrez par sa part dut recourir à la force. Quelques mois plus tard, le Correntin Virasoro sera lui aussi renversé pour être remplacé par le ministre d’Urquiza, Juan Gregorio Pujol.
Seuls quatre gouverneurs poursuivirent leur mandat après 1852 : Taboada à Santiago del Estero et Bustos à La Rioja, qui tous deux passèrent ostensiblement dans le camp adverse,. Se maintinrent également au gouvernement : Lucero, à San Luis, ainsi qu’Urquiza lui-même en Entre Ríos.

### Note
1. ↑  Il est du reste assez significatif que Taboada et Bustos également passèrent dans le camp de Bartolomé Mitre à la suite de la bataille de Pavón.